# Casillas de Coria
Pour les articles homonymes, voir Casillas.
Casillas de Coria est une commune de la province de Cáceres dans la communauté autonome d'Estrémadure en Espagne.